# Centrum Koordynacji Operacji Powietrznych
Centrum Koordynacji Operacji Powietrznych (CKOP, ang. AOCC) – jednostka wojskowa przeznaczona do koordynowania działań lotnictwa Sił Powietrznych w strefie działań dowódcy Komponentu Lądowego lub Marynarki Wojennej.
Obecnie, w Wojsku Polskim są trzy CKOP:
- 1. CKOP
- 2. CKOP
- 4. CKOP

CKOP-y usytuowane są w dowództwie Komponentu Lądowego i Komponentu Morskiego, stanowiąc ich integralną część. Przeznaczone są do zapotrzebowywania, koordynowania i dowodzenia lotnictwem, realizującym wsparcie na korzyść Wojsk Lądowych w obszarze odpowiedzialności oraz Marynarki Wojennej. 
Do jego kompetencji należy ocenianie i przekazywanie zapotrzebowań do Centrum Operacji Powietrznych na wsparcie lotnicze, określenie obiektów uderzeń dla lotnictwa, wymiana informacji rozpoznawczych o sytuacji powietrznej i lądowej wojsk własnych i przeciwnika. CKOP prowadzi (2014) również nadzór nad Taktycznymi Zespołami Kontroli Obszaru Powietrznego.
Podległość
Centrum Koordynacji Operacji Powietrznych podlega dowódcy Centrum Operacji Powietrznych.